# Napoleon-Punkt
Die beiden Napoleon-Punkte, benannt nach dem französischen Feldherrn und Kaiser Napoléon Bonaparte, gehören zu den ausgezeichneten Punkten im Dreieck.

## Definition

1. Napoleon-Punkt N, Dreieckszentren in blau

Der 1. Napoleon-Punkt ist folgendermaßen definiert:
Über den Seiten eines gegebenen Dreiecks werden nach außen drei gleichseitige Dreiecke gezeichnet. Verbindet man die Schwerpunkte dieser Dreiecke mit den gegenüberliegenden Ecken des ursprünglichen Dreiecks, so schneiden sich die Verbindungsgeraden in einem Punkt, dem 1. Napoleon-Punkt des gegebenen Dreiecks.
Zeichnet man die gleichseitigen Dreiecke jeweils auf die andere Seite (nach innen), so erhält man entsprechend den 2. Napoleon-Punkt.

## Eigenschaften
- Die Verbindungslinien zwischen den Schwerpunkten der aufgesetzten Dreiecke bilden immer ein gleichseitiges Dreieck (das Napoleon-Dreieck), unabhängig von der Länge der Grundseiten. Dieses Dreieck hat den gleichen Schwerpunkt wie das ursprüngliche Dreieck ABC.
- Die beiden Napoleon-Punkte liegen auf der Kiepert-Hyperbel.[2]

## Koordinaten
Die trilinearen Koordinaten der Napoleon-Punkte sind
{\displaystyle \csc \left(\alpha \pm {\frac {\pi }{6}}\right):\csc \left(\beta \pm {\frac {\pi }{6}}\right):\csc \left(\gamma \pm {\frac {\pi }{6}}\right).}
Die baryzentrischen Koordinaten sind
{\displaystyle a\cdot \csc \left(\alpha \pm {\frac {\pi }{6}}\right):b\cdot \csc \left(\beta \pm {\frac {\pi }{6}}\right):c\cdot \csc \left(\gamma \pm {\frac {\pi }{6}}\right).}
Dabei sind {\displaystyle a,b,c} die Seitenlängen des Dreiecks und {\displaystyle \alpha ,\beta ,\gamma } die Größen der Innenwinkel. Die Pluszeichen gelten für den ersten Napoleon-Punkt ({\displaystyle X_{17}}), die Minuszeichen für den zweiten ({\displaystyle X_{18}}).